# Ревность
Ре́вность — негативно окрашенное чувство в межличностных отношениях, которое возникает при недостатке внимания, любви, уважения или симпатии от любимого или очень уважаемого человека в то время, как кто-то другой якобы или действительно получает их от него. Это развитая эмоция с уникальным мотивационным состоянием, направленным на противодействие другим узурпировать важные отношения. Также ревность определяется как эмоциональное состояние, устанавливаемое у лиц, испытывающих мнимую или реальную угрозу утраты ценности отношений со значимым субъектом.
Психологи предложили несколько моделей для изучения процессов, лежащих в основе ревности, и определили факторы, приводящие к ревности.Социологи продемонстрировали, что культурные убеждения и ценности играют важную роль в определении того, что вызывает ревность, и что представляет собой социально приемлемое выражение ревности. Биологи определили факторы, которые могут бессознательно влиять на выражение ревности.
Ревность является феноменом сложной психологической природы, она проявляется у людей, начиная с детства. В области человеческих эмоций ревность — одно из самых трудных и неприятных переживаний. Необузданная ревность влечёт за собой конфликты.
Ревность близка к зависти. 

## Описание
В психологии изучением ревности занимались такие учёные как: Е. П. Ильин, О. Г. Прохоров, Г. Ю. Эйзенк, Ларсен, Ди Стэн и др. Несмотря на это, полный психологический анализ феномена ревности до сих пор не выполнен.
Ревность представляет собой комплексное чувство. Она пробуждает страх и гнев, являющиеся фундаментальными эмоциями.
Структура ревности включает множество форм проявления, взаимосвязанных с различными причинами. Мотивация ревности различна у мужчин, женщин, детей и подростков, она зависит от источника происхождения и характера этого чувства. Необузданная ревность влечёт за собой конфликты, ссоры, нарушение благоприятной атмосферы.
Чарлз Дарвин относил ревность к группе стыда — комплексу родственных эмоций в составе: стыд, смущение, вина, ревность, зависть, жадность, мстительность, лживость, подозрительность, самонадеянность, тщеславие, амбициозность, гордость, униженность.
Фрейд систематизировал ревность в работе «О некоторых невротических механизмах при ревности, паранойе и гомосексуализме». Он выделил три уровня агрессивной ревности:
1. конкурирующая ревность — состоит из печали и боли, провоцируемых «предполагаемой потерей объекта любви», «враждебных чувств к сопернику», и из самокритики;
2. спроецированная ревность, когда человек вытесняет собственное желание «сходить налево» и проецирует его партнёру (считает, что такое желание есть у партнёра);
3. бредовая ревность — имеет отношение к скрытой и подавляемой гомосексуальности, в случае мужчины характеризуется формулой «я его не люблю, она его любит» и также является проекционным, но с половой инверсией.

Часто, когда между людьми возникает чувство дружбы или любви, появляется ревность. Ревность — это определённый тип психического поведения, приобретённая реакция, которая развивается с течением времени в определённой ситуации. Люди чувствуют боль и грусть, а ревность является способом их преодоления. Неофрейдист Карен Хорни рассматривает ревность как признак невротической потребности в любви, вызванной основной тревожностью. Психолог Н. Дмитриева называет причинами ревности психологические особенности личности ревнивца и дисфункциональные семейные отношения.
На возникновение ревности влияет культурная составляющая — социально-нормативный слой во время взросления.
Лингвисты отмечают представление о ревности как амбивалентной эмоции, семантическими признаками которой являются полярные признаки «любовь» («забота») — «ненависть» («сомнение», «недоверие»).
Ревность — это требование владеть другим человеком, с которым существует эмоциональная связь. Ревность обычно возникает, когда эмоциональная связь становится эмоциональной зависимостью.
Причина ревности заключается в страхе недополучить внимание объекта ревности, потерять внимание и любовь близких людей. Основным фактором появления ревности является наличие угрозы, причем как реальной, так и мнимой.
У взрослых наибольшей силы ревность достигает в отношениях романтической любви.
Структура ревности:
1. субъект ревности — лицо, являющееся носителем чувства;
2. предмет ревности — партнер, в отношении которого есть угроза потери;
3. объект ревности — третье лицо, с которым ассоциируется вероятная потеря партнера.

Последствия ревности могут быть:
1. нейтральными — не выраженными вовне;
2. позитивными — разрешение ситуации на основе диалога и т. п.;
3. общественно опасными — совершение преступления по мотиву ревности.

Внешнее проявление ревности может иметь нормальный характер и выражаться в диалоге и компромиссе с партнёром. Но может и превратиться в аффективную вспышку агрессии. В отдельных случаях такое переживание может перерасти в так называемый паранойяльный бред ревности, представляющий собой одно из проявлений шизофрении или психического расстройства в результате алкоголизма. В состоянии паранойяльного бреда человек представляет опасность для окружающих.
Как и любая компульсия, ревность может иметь конструктивный характер. Так, для компенсации страха потерять партнера, человек направляет дополнительное внимание на детали поведения партнера. Это помогает людям ещё лучше узнать и понять друг друга.
Эксперты рекомендуют выстраивать полностью открытые, доверительные отношения с другом или партнёром, чтобы эффективно разрешать ситуации, которые вызывают ревность у одного из партнёров.
Негативные чувства со временем усиливаются, их игнорирование и замалчивание может вылиться в эмоциональный взрыв. Главным превентивным компонентом здоровых отношений является доверие. При этом следует помнить, что ревность нормальна, а значит присутствие ревности не означает и не может означать отсутствие доверия.

### Ревность в криминалистике
В состоянии вспышки агрессии, порождённой ревностью, человек может совершить преступление. В российском уголовном праве ревность не рассматривается как смягчающее обстоятельство, мотив ревности вообще не выделен в УК РФ как квалифицирующий признак.
В криминалистике ревность рассматривается как стремление человека сохранить значимое для себя благо посредством противоправного действия. Криминалистами в качестве признаков ревности отмечаются «эгоизм», «собственнические отношения, перенесенные на близких людей», «низменность» и «аморальность».
Ревность является распространённым мотивом и детерминантой совершения преступления против личности. Потерпевшей стороной в них является, как правило, женщина (предмет ревности), состоящая в любовных отношениях с мужчиной (субъектом зависти), изредка потерпевшим становится мужчина (объект ревности). Типично это бытовое преступление на фоне алкогольного опьянения и провоцирующего поведения потерпевшей стороны. Для совершения преступления используются подручные средства. Преступления по мотиву ревности совершаются с внезапно возникшим умыслом, мотив ревности может сочетаться с местью. Типичным преступником, совершившим его из ревности, является мужчина средних лет (возраст 30−47) с низким уровнем образования и низким социальным статусом, часто — имеющий судимость.

### Детская ревность
В контексте изучения эмоций выделяется детская и подростковая ревность. Соревновательный дух в борьбе за внимание и любовь родителей сильно развит в многодетных семьях. При этом здоровое соперничество является нормальным поведением. С точки зрения эволюции ревность между наследниками представляет собой конкуренцию за ресурсы, механизм выживания.
Ревность рождается в детстве. Она наблюдается у младенцев в возрасте пяти месяцев. Чувство детской ревности, как правило, является проявлением страха недополучить внимание объекта ревности.
Ревность у детей чаще всего возникает в отношениях старшего ребёнка к младшему, этот феномен широко известен в ситуации появления второго ребёнка в семье. Старший ребёнок лишается монопольного права на интерес и восхищение родителей и вынужден делить их внимание и заботу с младшим ребёнком. Впервые ревность приходит к ребёнку, когда он чувствует, что может лишиться внимания и любви матери.
У детей встречаются и другие варианты ревности: в общении с друзьями, к мачехе или отчиму. Психологи выделяют пять причин детской ревности: эгоцентризм, реакция на несправедливость, неумение выразить любовь, тревожность и чувство беспомощности.
Очень важно правильное восприятие родителями ревности ребёнка, которое оказывает влияние на поведение и состояние ребёнка.
В подростковом возрасте ревность часто поражает неуверенных в себе юношей и девушек с низкой самооценкой и проявляется по отношению к друзьям и возлюбленным.

## Сравнение с завистью
Возможно, смешение понятий «ревность» и «зависть» происходит из-за того, что люди могут испытывать и то, и другое одновременно. Человек может завидовать качествам или имуществу того, кто также является его соперником в романтических отношениях. Ревнивый человек может завидовать привязанности, которую его партнёр проявляет к сопернику, — привязанности, на которую ревнивый человек считает себя вправе претендовать. Люди часто используют слово «ревность» как общий термин, который применим как к чувству ревности, так и к чувству зависти.
Хотя в массовой культуре ревность и зависть часто используются как синонимы, современные философы и психологи утверждают, что между ревностью и завистью есть концептуальные различия. Например, философ Джон Ролз, проводит различие между ревностью и завистью на том основании, что ревность — это желание сохранить то, что есть, а зависть — желание получить то, чего нет. Таким образом, ребёнок ревнует к тому, что родители уделяют внимание его брату или сестре, но завидует новому велосипеду своего друга. Психологи Лора Герреро и Питер Андерсен предложили такое же разграничение. Они утверждают, что ревнивый человек «понимает, что у него есть ценные отношения, но ему грозит их потеря или, по крайней мере, нежелательное изменение», в то время как завидующий человек «не обладает ценным предметом, но хочет им обладать». Геррод Пэрротт обращает внимание на различия в мыслях и чувствах, которые возникают при ревности и зависти.
Обычное переживание ревности для многих людей может включать:
- Страх потери
- Подозрение или гнев по поводу предполагаемого предательства
- Низкая самооценка и печаль из-за предполагаемой потери
- Неуверенность и одиночество
- Страх потерять важного человека из-за другого
- Недоверие

Переживание зависти включает в себя:
- Чувство неполноценности
- Страстное Желание
- Недовольство обстоятельствами
- Недоброжелательность по отношению к человеку, которому завидуют, часто сопровождается чувством вины по поводу этих чувств
- Мотивация к совершенствованию
- Желание обладать качествами привлекательного соперника
- Неодобрение чувств
- Печаль по отношению к достижениям других людей

Пэрротт признаёт, что люди могут испытывать зависть и ревность одновременно. Чувство зависти к сопернику может даже усиливать чувство ревности. Тем не менее различия между завистью и ревностью с точки зрения мыслей и чувств подтверждают их разделение в философии и науке.

## В культуре
Некоторые исследователи утверждают, что ревность наблюдается во всех культурах и является универсальной чертой. Однако другие утверждают, что ревность — это культурно-специфическая эмоция.
Концепт ревности популярен в литературе. Как правило, ревность ассоциируется с соперничеством, любовным треугольником и изменой.
Известные произведения с ревностью в сюжете: «Отелло», «Декамерон», «Тысяча и одна ночь», «Анна Каренина». Древнейшие дошедшие до нас — трагедии Софокла, в частности, «Трахинянки».
Шекспир называл ревность «чудовищем с зелеными глазами».
Хотя в философии нет единого понимания ревности, современные философы относятся к явлению ревности скорее негативно.
В переводе с китайского языка дословно «ревность» означает «есть уксус».
Художественному осмыслению чувства посвящена песня Григория Лепса на стихи Константина Арсенева «Крыса-ревность» (2000), в тексте которой эмоция уподобляется грызуну, гложащему сердце.

### Ревность в религии

#### В язычестве
Древнегреческая богиня Гера (жена Зевса) из ревности искалечила немало жизней.

#### В христианстве
Христианство наполняет ревность позитивным содержанием как стремление к добру и истине, предполагающим духовное развитие и самосовершенствование. В то же время в христианстве разделяется ревность о познании Бога и ревность в получении удовольствий в кратковременной жизни.
В Библии ревность представлена как чувство крайне опасное, способное побудить того, кто ей отравлен, на самые низменные и жестокие поступки.
Синодальный перевод Библии показывает ревность как позитивную эмоцию из состояния обладания чем-либо и стремление к тому, что по-настоящему важно, отстаивая истинные ценности, определённые самим человеком.

Чис. 25:13: «и будет он ему и потомству его по нем заветом священства вечного, за то, что он показал ревность по Боге своем и заступил сынов Израилевых.»

1Кор. 14:1: «Достигайте любви; ревнуйте о дарах духовных, особенно же о том, чтобы пророчествовать.»
Фома Аквинский в Сумме теологии относил ревность (zelus) к «следствиям любви» (effectus amoris) и объяснял её возникновение устранением препятствий на пути достижения объекта любви. Однако иногда к ревности может примешиваться зависть (invidia).
В исламе
Ислам характеризует ревность как наиважнейшую часть отношений между мужем и женой. Передано в достоверном хадисе: Сообщается, что (однажды) Са‘д ибн ‘Убада воскликнул: «Если бы я увидел мужчину со своей женой, то ударил бы его мечом!» (Услышав это,) Пророк ﷺ сказал своим сподвижникам: «Вас удивляет ревность Са‘да? Однако, поистине, я ещё более ревнив, чем он, а Аллах более ревнив, чем я!» 
Также передаётся от Мухаммада, что тот сказал: «Трое в Рай не войдут! Ослушающиеся своих родителей; даюс; и женщина, уподобляющаяся мужчинам!»  прим. Даюс - мужчина, не ревнующий свою жену или жён, махрамов.